# Сардак, Мария Ивановна
Мария Ивановна Сардак (22.09.1919, м. Большой Токмак—17.05.1979, Токмак) — передовик сельскохозяйственной отрасли Народного хозяйства СССР, доярка колхоза имени Сталина Больше-Токмакского района Запорожской области Украинской ССР. 
В 1957 году, в ходе социалистического соревнования, М. И. Сардак довела средний показатель надоя молока от одной коровы до 5635 килограммов. Указом Президиума Верховного Совета СССР от 26 февраля 1958 года Марии Ивановне Сардак присвоено звание Героя Социалистического Труда с вручением ордена Ленина и медали «Серп и Молот».
Депутат Верховного Совета СССР 4-го и 5-го созывов.
Член КПСС с 1955 года. Делегат XXI съезда КПСС.

## Биография
Родилась 22 сентября 1919 года в местечке Большой Токмак Бердянского уезда Таврической губернии Новороссийской области Юга России (ныне город Токмак Запорожской области Украины) в крестьянской семье. Украинка. 
Получила неполное среднее образование на курсах педагогического рабфака (1929—1935). Член ВЛКСМ с 1933 года.
С 1943 года колхозница колхоза имени Сталина (в 1962 году переименован в колхоз «Родина») Больше-Токмакского района Запорожской области Украинской ССР (станция Большой Токмак Сталинской железной дороги). 
В 1947 году правление колхоза закрепило за Марией Сардак группу молочных коров, не отличавшихся особой продуктивностью. Стремясь повысить надои молока, она самостоятельно изучала литературу по молочному животноводству и много консультировалась с научными сотрудниками Молочанского государственного племенного рассадника. Применив полученные знания на практике, она уже в следующем году получила в среднем от каждой коровы 2260 килограммов молока.
В начале 1950-х годов в колхозе имени Сталина была проведена большая племенная работа по разведению коров красной степной породы, осуществлён переход на стойлово-лагерное содержание поголовья и укреплена кормовая база. В новых условиях Мария Сардак, совершенствуя методику раздоя коров, обеспечив правильное, научно обоснованное кормление и хороший уход за животными, на протяжении трёх лет добивалась ежегодного прироста надоев молока в среднем от одной коровы более чем на 1200 килограммов. При этом ежедневно от своих коров доярка надаивала по 18—20 килограммов молока зимой и по 20—22 килограмма летом при средних показателях по колхозу соответственно 12—13 и 13—15 килограммов молока. 
В 1954 году на Всесоюзной сельскохозяйственной выставке демонстрировала двух высокопродуктивных коров Каму и Знатную, от которых надоила соответственно 9000 и 7000 килограммов молока. По итогам выставки М. И. Сардак была награждена Большой золотой медалью ВСХВ СССР и премирована легковым автомобилем «Победа». Корова Кама была признана чемпионом по красной степной породе и отмечена дипломом выставки I степени. В 1955 году представляла на ВСХВ корову Зирку, от которой ежедневно получала 38 литров молока со средним процентом жирности 3,9.
В 1957 году, соревнуясь с дважды Героем Социалистического Труда М. Х. Савченко из Сумской области, довела средний показатель надоя молока от одной коровы до 5635 килограммов. 
Указом Президиума Верховного Совета СССР от 26 февраля 1958 года Марии Ивановне Сардак присвоено звание Героя Социалистического Труда с вручением ордена Ленина и медали «Серп и Молот».
В дальнейшем вырастила ещё несколько высокопродуктивных коров. Участвовала в Выставке достижений народного хозяйства СССР в 1957 и 1958 годах. За вклад в развитие молочного животноводства награждена грамотой Почёта ВДНХ СССР.
Избиралась депутатом Совета Союза Верховного Совета СССР 4-го и 5-го созывов по Пологовскому избирательному округу № 464.
Член КПСС с 1955 года. Делегат XXI съезда КПСС с правом решающего голоса.
С 1963 года возглавляла областную школу молодых животноводов. Член Всесоюзного общества по распространению политических и научных знаний.
Умерла 17 мая 1979 года.

## Награды и звания
- Звание «Герой Социалистического Труда» (26.02.1958)[7]:
  - медаль «Серп и Молот» (№ 7928)[12];
  - орден Ленина (№ 356198)[12].
- Юбилейная медаль «За доблестный труд. В ознаменование 100-летия со дня рождения Владимира Ильича Ленина» (1970)[1].
- Почётная грамота Президиума Верховного Совета Украинской ССР (14.04.1956)[1].
- Знак «Отличник социалистического соревнования УССР» (22.04.1959)[1].
- Большая золотая медаль ВСХВ СССР (19.03.1955)[5].
- Грамота Почёта ВДНХ СССР (04.05.1958)[8].